# Высокое (Криничанский район)
Высо́кое (укр. Високе) — село,
Гуляйпольский сельский совет,
Криничанский район,
Днепропетровская область,
Украина.
Код КОАТУУ — 1222082005. Население по переписи 2001 года составляло 33 человека.

## Географическое положение
Село Высокое находится в 3,5 км от левого берега реки Базавлук,
в 2-х км от села Затишное.
Рядом проходит автомобильная дорога Н-11.

## История
- В 1946 г. хутор №47 переименован в Высокий[2].